# Filip I. z Medlova
Filip I. z Medlova byl moravský šlechtic z rodu pánů z Medlova, který se uvádí pouze jednou v roce 1269.
Jeho otcem byl Štěpán II. z Medlova, po kterém zdědil jeho syn území kolem řeky Svratky. Tato šlechta žila v polovině 13. století pravděpodobně ještě na dvorcích či dřevěných hrádcích, od 2. poloviny 13. století začínají vznikat i zde první hrady.
Je pravděpodobné, že právě on a jeho bratr Štěpán III. z Medlova stáli u vzniku rodové větve, z níž vzešel rod pánů z Pernštejna.